# Przybkowice
Przybkowice – osada w Polsce, położona w województwie opolskim, w powiecie kluczborskim, w gminie Kluczbork.
W latach 1975–1998 Przybkowice należały administracyjnie do województwa opolskiego.
Do 1945 r. stosowano niemiecką nazwę Prittwitz. W 1948 r. ustalono urzędowo polską nazwę Przybkowice. Do 2001 r. miejscowość była przysiółkiem. Do 2024 r. miejscowość była częścią wsi Biadacz.